# Elisabeth von Hessen-Kassel (1596–1625)

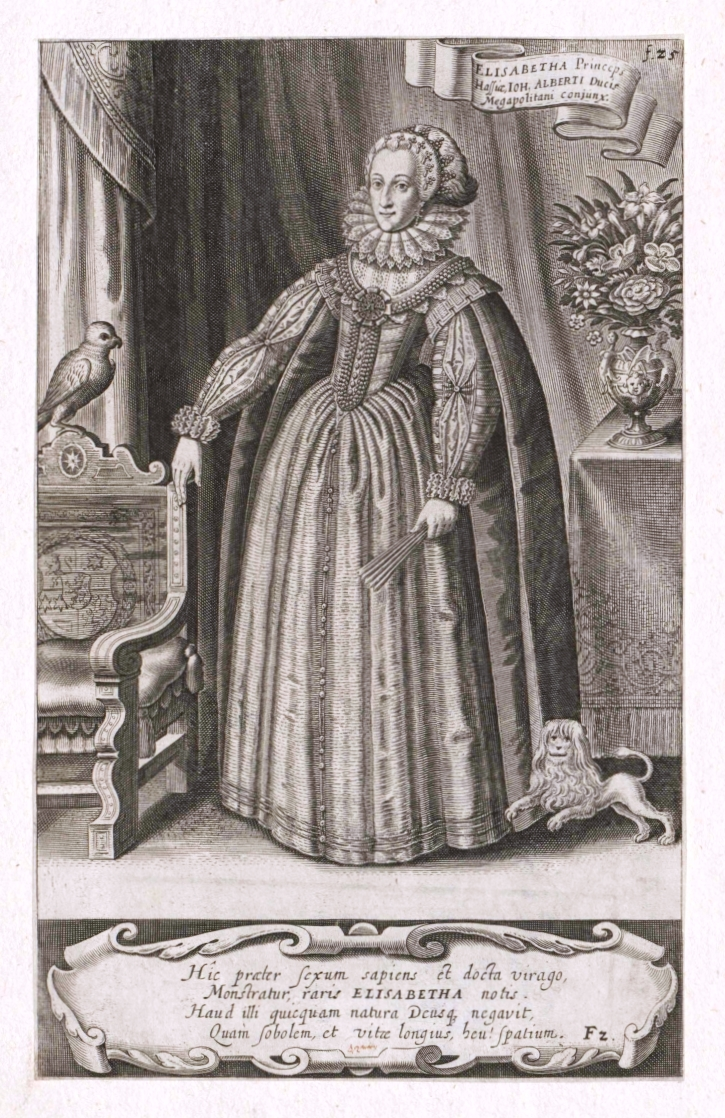
Elisabeth von Hessen-Kassel

Elisabeth von Hessen-Kassel (* 24. März 1596 in Kassel; † 16. Dezember 1625 in Güstrow) war eine Prinzessin von Hessen-Kassel, durch Heirat Herzogin zu Mecklenburg und eine Dichterin der deutschen und italienischen Sprache.

## Leben
Elisabeth von Hessen-Kassel war die älteste Tochter des Landgrafen Moritz von Hessen-Kassel (1572–1632) aus dessen Ehe mit Agnes zu Solms-Laubach (1578–1602). Zu ihrem genauen Geburtsdatum gibt es mehrere Quellen, die verschiedene Daten nennen. Ihre Taufpatin war Königin Elisabeth I. von England, die zu diesem Anlass durch den Earl of Lincoln vertreten wurde. Die Taufe der Prinzessin im Juni 1596 war eine der aufwändigsten Feierlichkeiten am Hof in Kassel, zu deren Anlass eines der letzten Ritterspiele in Europa abgehalten wurde. Der Kupferstecher und Historiograph Wilhelm Dilich fasste das Ereignis zwischen 1598 und 1601 in einer Dokumentation zusammen. Ein Exemplar befindet sich heute in der Universitätsbibliothek Kassel und ist online frei zugänglich.
Die Erziehung Elisabeths übernahm ihr Vater, der sie gemeinsam mit ihren Brüdern sowie ihren Halbbrüdern und einer Halbschwester am von ihm gegründeten Collegium Mauritianum zur Schule schickte. Die Kinder des Landgrafen galten als Vorbild für den Adel der Zeit. Elisabeth wurde als sehr geistreich beschrieben; sie beherrschte neben Deutsch auch Lateinisch, Spanisch, Italienisch und Französisch. Sie verfasste mehr als 200 Gedichte, übersetzte italienische Werke in die deutsche Sprache, musizierte und komponierte. Sie war auch in der Geometrie und Dialektik gelehrt und kannte sich in der Wissenschaft und Politik aus.
Sie war als Gemahlin des schwedischen Herzogs Karl Filip bestimmt, aus unbekannten Gründen kam diese Ehe aber nicht zu Stande. Verlobt wurde sie anschließend mit Friedrich Heinrich von Oranien, doch dieser löste das Verlöbnis wieder auf, nachdem sich Elisabeths Vater weigerte, 300'000 Gulden Mitgift zu bezahlen. Elisabeth heiratete am 25. März 1618 in Kassel Herzog Johann Albrecht II. zu Mecklenburg, der aus seiner ersten Ehe bereits vier Kinder hatte.
Die hochmusikalische Herzogin schuf die Güstrower Hofkapelle, deren Vollendung sie jedoch nie miterlebte und betätigte sich weiter schriftstellerisch. Sie erkrankte an Wassersucht und starb am 16. Dezember 1625 im Alter von 29 Jahren. Elisabeth hatte aus ihrer Ehe keine Kinder, ihr Heiratsgut, auf Amt und Stadt Dargun verpfändet, fiel nach ihrem Tod wieder an Hessen-Kassel zurück.

## Schriften (Auswahl)
Elisabeth von Hessen-Kassel verfasste inspiriert von Petrarca 200 italienische Madrigale sowie 16 italienische Canzonetten. Diese sind in Handschriften überliefert, zudem wurden einige der Madrigale ins Deutsche übersetzt. Typisch für diese Gattung handelt es sich um weltliche Gedichte, die sich außerdem oft auf die Mythologie der Antike beziehen. Christoph von Rommel beschrieb ihre Gedichte als „leichte Spiele des Witzes [und] zarte Bilder ihrer schwermüthigen Einbildungskraft“.
Sie übersetzte zudem das Schäferspiel La fida Ninfa (die treue Nymphe) von Francesco Contarini in ein nach Barthold sehr reines Deutsch, ohne jegliche Fremdwörter. Dieses Schäferspiel ist ebenfalls in einer Handschrift überliefert.
Zudem existiert eine Monographie, in der Schriften, die sie hinterlassen hatte, zusammengetragen und veröffentlicht wurden.

## Gedenken
Am 7. Juli 2021 wurde eine Skulptur der New Yorker Künstlerin Linda Cunningham in Kassel am Platz der 11 Frauen eingeweiht, die auch „Elisabeth Landgräfin von Hessen, Herzogin von Mecklenburg“ ehrt.

### Primärliteratur
- Elisabeth von Hessen-Kassel: Il primo libro di Madrigali nuovamente composti dalla Serenissima Principess et Signora / Signora Elisabetha Landgrawia D'Hassia (online).
- Elisabeth von Hessen-Kassel: Il secondo libro di Madrigali nuovamente composti dalla Serenissima Principess et Signora / Signora Elisabetha Landgrawia D'Hassia (online).
- Elisabeth von Hessen-Kassel: La fida Ninfa (online).

### Sekundärliteratur
- Jean M. Woods, Maria Fürstenwald: Schriftstellerinnen, Künstlerinnen und gelehrte Frauen des deutschen Barock. Ein Lexikon (Repertorien zur deutschen Literaturgeschichte. Bd. 10), Stuttgart 1984, ISBN 978-3-476-00551-9. S. 67.
- Johann Christoph Adelung: Fortsetzungen von Ergänzungen zu Christian Gottlieb Jöchers allgemeinem Gelehrten-Lexikon. Band 2. Leipzig 1787, S. 868(online).
- Friedrich Wilhelm Barthold: Geschichte der Fruchtbringenden Gesellschaft. Berlin 1848, S. 44–46. (online).
- Wilhelm Johann Christian Gustav Casparson: Zu der Feyerlichkeit mit welcher das acht und vierzigste Geburtsfest des Durchlauchtigsten Fürsten und Herrn Herrn Friedrich des Zweyten regierenden Landgrafen zu Hessen, Fürsten zu Herßfeld, Grafen zu Catzenelnbogen, Dietz, Ziegenhayn Nidda, Schaumburg und Hanau [et]c. [et]c. [et]c. von dem Collegio illustri Carolino den 14. des Aerndtemonats soll begangen werden, ladet hierdurch alle Gönner und Freunde der Musen mit geziemender Ehrerbiethung ein W. J. C. G. Casparson der Historie und schönen Wissenschaften O. O. Lehrer. Es wird bey dieser Gelegenheit von den italiänischen Poesien der Hessischen Prinzeßin Elisabeth gehandelt. Kassel 1767 (online).
- Wilhelm Dilich: Beschreibung und Abriß dero Ritterspiel, so der Durchleuchtige Hochgeborne Fürst und Herr, Herr Moritz, Landgraff zu Hessen etc. auff die Fürstliche Kindtauffen Frewlein Elisabethen und dann auch Herrn Moritzen des andern Landgrafen zu Hessen etc. am Fürstlichen Hoff zu Cassel angeordnet und halten lassen. Kassel 1601 (online).
- Gustav Könnecke: Elisabeth, Landgräfin von Hessen-Kassel. In: Allgemeine Deutsche Biographie (ADB). Band 6, Duncker & Humblot, Leipzig 1877, S. 18.
- Wilhelm Kosch: Deutsches Literatur-Lexikon. Band 4, S. 152, Berlin, Boston 1972.
- Christoph von Rommel: Neuere Geschichte von Hessen. Band 2. Marburg 1837, S. 349–354 und 379–381(online).
- Friedrich-Wilhelm Strieder: Grundlage zu einer hessischen Gelehrten- und Schriftsteller-Geschichte. Band 3. Göttingen 1783, S. 321–326 (online).
- Lotte Traeger: Das Frauenschrifttum in Deutschland von 1500 bis 1650. Prag 1943, S. 114, Anhang S. 14.